# Championnat d'Europe de beach-volley 1993
Navigation
Édition suivante
Le championnat d'Europe de beach-volley 1993, première édition du championnat d'Europe de beach-volley, a lieu en août 1993 à Almería, en Espagne. Il est remporté par les Français Jean-Philippe Jodard et Christian Penigaud.